# 9064 Johndavies
9064 Johndavies eller 1993 BH8 är en asteroid i huvudbältet som upptäcktes den 21 januari 1993 av Spacewatch vid Kitt Peak-observatoriet. Den är uppkallad efter John K. Davies.
Asteroiden har en diameter på ungefär 4 kilometer.